# Amalia Mallén
Amalia Mallén de Ostolaza foi uma ensaísta, tradutora, sufragista e ativista feminista cubana. Mallén foi uma das arquitetas da campanha de sufrágio feminino em Cuba na década de 1910, junto com Digna Collazo e Aída Peláez de Villa Urrutia. Participou na fundação das primeiras organizações do país de apoio a essa causa, como o Partido Nacional Feminista (1912), o Partido Sufragista (1913) e o Partido Nacional Sufragista (1913). Foi também diretora dos jornais La Luz (1913) e El Sufragista.
Em 1924, como presidente do Partido Nacional Sufragista, nomeou a jornalista María Collado Romero sua vice-presidente.